# Adesmia microphylla
Adesmia microphylla es una especie de arbusto perteneciente a la familia de las fabáceas. Es originaria de Chile donde se encuentra en el matorral costero a una altitud de 400 a 1000 metros, asociada con Proustia pungens y Lithrea caustica. 

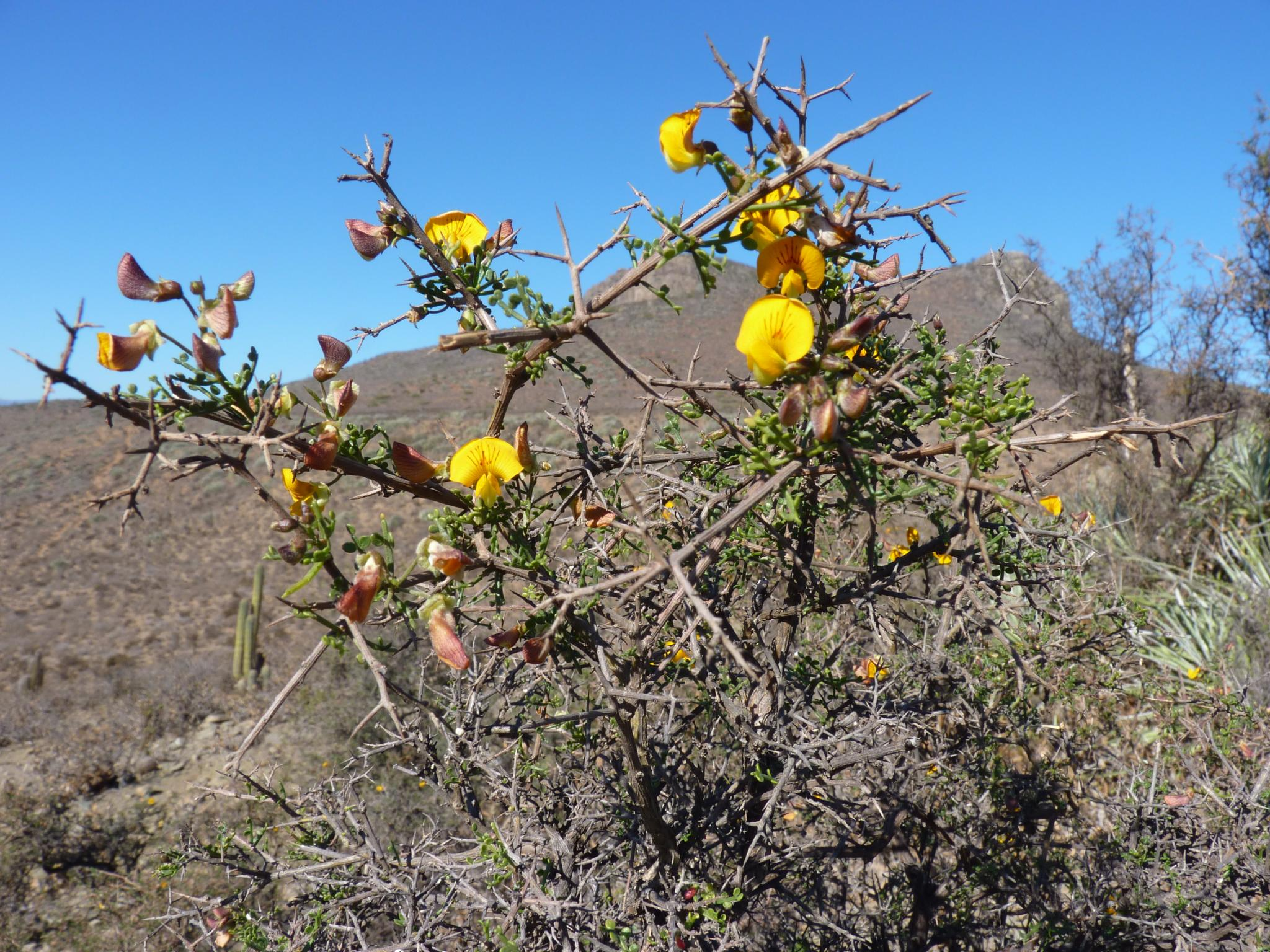
Con flores

## Taxonomía
Adesmia microphylla fue descrita por Hook. y Arn. y publicado en The Botany of Captain Beechey's Voyage 19, pl. 9. 1841[1830].
Etimología
Adesmia: nombre genérico que deriva de las palabras griegas: a- (sin) y desme (paquete), en referencia a los estambres libres.
microphylla: epíteto latíno que significa "con hoja pequeña".
Sinonimia
- Adesmia spinosa Lesson
- Patagonium microphyllum (Hook. & Arn.) Kuntze[3]